# 趙怡 (光緒進士)
趙怡，贵州遵義人，清政治人物、進士出身。
光緒二十年（1894年）太后六旬甲午恩科進士，三甲四十名，同年五月，著交吏部掣签分发各省，任江蘇即用知縣。。